# Nicofuranose
Nicofuranose là một dẫn xuất niacin được sử dụng như một tác nhân hạ lipid máu.